# Каратинцы
Карати́нцы (карат. кIӀирди) — один из дагестанских народов андийской подветви андо-цезской группы, малочисленный коренной народ Дагестана. 

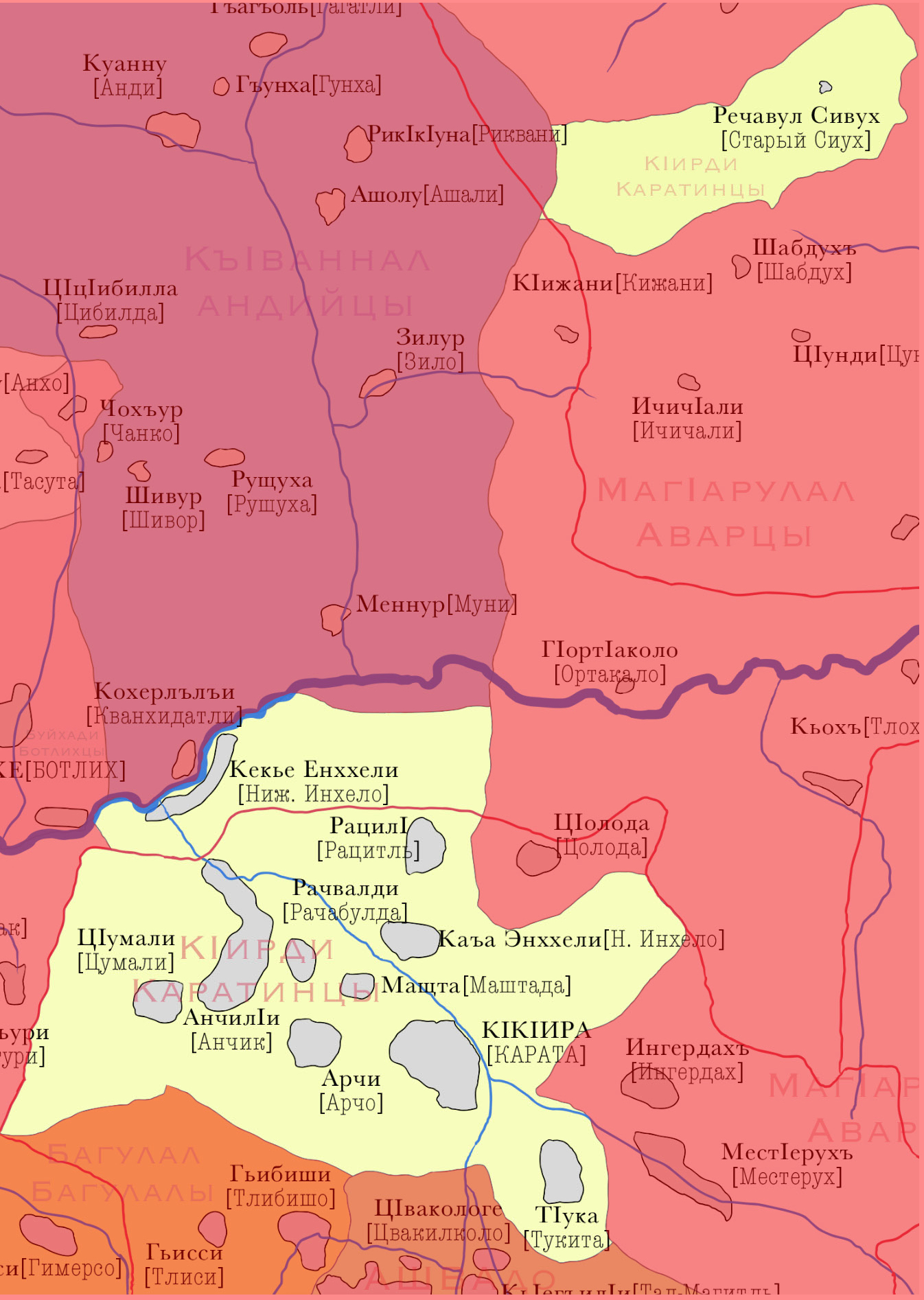
Каратинские села в горной зоне. Названия приведены на каратинском языке.

Проживают в западной части Дагестанеа. В Ахвахском районе Дагестана каратинцы живут в сёлах Карата, Анчих, Цумали, Арчо, Верхнее Инхело, Маштада, Рацитль, Рачабулда и Тукита. В Ботлихском районе они проживают в селе Нижнее Инхело. В Хасавюртовском районе каратинцы живут в сёлах Сиух, Тукита, Анчих-кутан (Андуз, Индира, Гавриил-кутан), Кирпич-Кутан, частично в Кокреке и Муцалауле. Также имеют единственное в Гумбетовском районе село Старый Сивух. Каратинцы-переселенцы живут в Бабаюртовском, Кизилюртовском и Кизлярском районах.

## Название
Самоназвание каратинцев — кӀIирди. Аварцы назвают их кӀкIаралал, андийцы — кӀкIарадирал, ахвахцы — кӀкIиридо, багвалинцы — чӀириди/кӀичӏвад, ботлихцы и чамалинцы— кӀирди, годоберинцы — ккирди, тиндинцы — чӀириди, чеченцы — къардой.

## История
После окончания Кавказской войны каратинцы вошли в состав Каратинского наибства Андийского округа, состоящего из шестнадцати сельских обществ. По данным Памятной книжки Дагестанской области от 1895 года каратинцы населяли десять сельских обществ Каратинского наибства (Алакское, Анчикское, Арчоевское, Верхне-Инхелинское, Гимерсинское, Каратинское, Конодинское, Нижне-Инхелинское, Рацитлинское и Хелетлюринское), а также проживали в Гумбетовском наибстве (Сиухское общество) общей численностью 6162 человека.
С 1921 года каратинцы в составе Дагестанской АССР (с 1991 г. — Республика Дагестан). По переписи 1926 года в СССР проживало 5305 каратаев (то есть каратинцев). По данным на 1 января 1938 года каратинцев насчитывалось 6,700 человек. В последующих переписях населения СССР каратинцы не выделялись как этническая группа, а включались в состав аварцев. По переписи 2002 года в России проживало 6052 каратинца, которые были включены как этническая группа в составе аварцев. Перепись 2010 года зафиксировала в стране 4787 каратинца, в 2021 году — 7343. Потомки ранних переселенцев, также проживают в селе Курчалой, Чеченская Республика и входят в чеченский тейп дагестанский происхождения — КӀирди. 

## Общие сведения
Верующие каратинцы — мусульмане. В прошлом каратинцы усиленно сопротивлялись процессу исламизации. Лишь приблизительно к концу XVII — началу XVIII вв. они приняли ислам, который окончательно утвердился, вероятно, к середине второй половины XVIII века.

### Язык
Говорят на каратинском языке, входящий в состав андийской подгруппы аваро-андо-цезской группы нахско-дагестанской семьи языков. Каратинский язык делится на два диалекта: собственно-каратинский и тукитинский. Каратинский диалект в свою очередь распадается на анчихский поддиалект, арчоевский, рачабалдинский (с маштадинским), рацитлинский (с чабакоринским) говоры, а также сивухский говор. В силу ряда особенностей, анчихская речь стоит близко к ботлихскому языку, и представляет собой как бы связывающее звено между каратинским и ботлихским языками с одной стороны, и между каратинским и багвалинским языками с другой. Среди каратинцев распространён также аварский и русский язык.
Первые материалы о каратинском языке появились в 1895 году в работе Р.Эркерта «Языки кавказского корня» (415 слов, 168 фраз и грамматические заметки).